# Referendum w Turcji w 2010 roku
Referendum w Turcji w 2010 roku – referendum w sprawie wprowadzenia poprawek do Konstytucji Turcji w zakresie sił zbrojnych, sądownictwa, praw obywatelskich oraz praw społecznych i gospodarczych, przeprowadzone 12 września 2010. Projekt zmian w konstytucji poparło 57,88% głosujących, a 41,12% było im przeciwnych.

## Organizacja referendum
30 marca 2010 rządząca Partia Sprawiedliwości i Rozwoju (AKP) premiera Recepa Tayyipa Erdoğana przedstawiła w parlamencie projekt zmian w konstytucji. Konstytucja Turcji ratyfikowana została w listopadzie 1980, po dokonaniu w kraju 12 września 1980 wojskowego zamachu stanu.
Pakiet zmian został przyjęty przez Wielkie Zgromadzenie Narodowe Turcji pod koniec kwietnia i na początku maja 2010 większością ponad 60% głosów (330), poniżej progu większości 2/3 głosów (367) zapewniającej ich bezpośrednie wejście w życie, lecz wystarczającą na poddanie go pod głosowanie w referendum w ciągu 60 dni od podpisania prawa przez prezydenta. Prezydent Abdullah Gül podpisał ustawę 13 maja 2010. Najwyższa Rada Wyborcza (YSK) podjęła jednak decyzję o organizacji głosowania w terminie 120 dni, w dniu 12 września 2010.
AKP argumentowała, że projekt zmian pozwala spełnić wymogi Unii Europejskiej w dziedzinie ochrony praw człowieka oraz stwarza możliwość reorganizacji systemu sądownictwa.
Przeciwko proponowanym poprawkom opowiedziała się opozycja. Największa partia opozycyjna, Republikańska Partia Ludowa (CHP) oraz Partia Narodowego Działania (MHP) uznały zmiany za próbę upolitycznienia władzy sądowniczej przez AKP i podporządkowanie jej władzy wykonawczej. Partie reprezentujące interesy mniejszości kurdyjskiej, Partia Pokoju i Demokracji (BDP), a także zdelegalizowana Partia Pracujących Kurdystanu wezwały do bojkotu głosowania, uznając, że zmiany nie spełniają ich oczekiwań.
Opozycja zaskarżyła proponowane zmiany w prawie do Sądu Konstytucyjnego jako sprzeczne z ustawą zasadniczą i zagrażające niezależności sądownictwa, domagając się ich unieważnienia. Sąd Konstytucyjny 7 lipca 2010 uchylił dwa przepisy dotyczące procedury wyboru członków Sądu Konstytucyjnego oraz Najwyższej Radu Sędziów i Prokuratorów (HSYK), zezwalając jednocześnie na przedłożenie pozostałych pod głosowanie w referendum.

## Przedmiot głosowania
Przedmiotem głosowania był pakiet 26 poprawek do konstytucji. Proponowane przepisy dotyczyły zmian w zakresie sił zbrojnych, sądownictwa, praw obywatelskich oraz praw społecznych i gospodarczych.

### Siły zbrojne
- zniesienie tymczasowego art. 15 konstytucji, chroniącego liderów zamachu stanu z 1980 przed procesem sądowym
- zmiana art. 125 – umożliwienie odwołania się do sądu od decyzji Najwyższej Rady Wojskowej o wykluczeniu z szeregów Tureckich Sił Zbrojnych przez oficerów wojskowych
- zmiana art. 145 – uzyskanie przez sądy cywilne jurysdykcji nad personelem wojskowym, zniesienie jurysdykcji sądów wojskowym nad osobami cywilnymi poza czasem wojny

### Sądownictwo
- zmiana art. 144 – wprowadzenie nadzoru ze strony inspektorów Ministerstwa Sprawiedliwości nad obowiązkami administracyjnymi wykonywanymi przez prokuratorów
- zmiana art. 146 – zmiana liczby i zasad wyboru członków Sądu Konstytucyjnego, podniesienie liczby członków z 11 do 17, wprowadzenie wyboru 3 członków przez parlament i 14 przez prezydenta w miejsce obowiązującego przepisu o wyborze całego składu przez szefa państwa
- zmiana art. 147 – wybór nowych członków Sądu Konstytucyjnego na 12-letnią kadencję lub do chwili osiągnięcia przez nich 65 lat. Obowiązujące przepisy nie regulowały czasu trwania kadencji sędziów.
- zmiana art. 148 – wprowadzenie prawa do składania wniosków do Sądu Konstytucyjnego przez obywateli. Umożliwienie Sądowi Konstytucyjnemu działania jako Rada Najwyższa i nabycie kompetencji sądzenia szefa sztabu wojskowego, dowódców sił zbrojnych i przewodniczącego parlamentu na wypadek naruszenia przez nich władzy
- zmiana art. 149 – ustanowienie kworum dla obrad Sądu Konstytucyjnego, zmiana liczby głosów (z większości 3/5 na 2/3) potrzebnych do delegalizacji partii politycznej lub anulowania poprawek do konstytucji
- zmiana art. 156 – zmiana organizacji i funkcjonowania wojskowego Najwyższego Sądu Apelacyjnego
- zmiana art. 157 – oparcie funkcjonowania Najwyższego Wojskowego Sądu Administracyjnego na zasadzie "wolności sądów", zamiast zasady "konieczności obowiązku wojskowego"
- zmiana art. 159 – zmiana składu Najwyższej Rady Sędziów i Prokuratorów (HSYK), mającej liczyć 22 regularnych członków i 12 zastępców. Wprowadzenie prawa wszczynania dochodzenia przeciw sędziom i prokuratorom przez HSYK.

### Prawa obywatelskie
- zmiana art. 10 – wprowadzenie konstytucyjnej ochrony praw kobiet, dzieci, osób starszych i niepełnosprawnych
- zmiana art. 20 – zmiany przepisów w zakresie wzmocnienia ochrony danych osobowych
- zmiana art. 23 – zniesienie zakazu podróży za granicę w przypadku prowadzenia postępowania przez prokuraturę lub postępowania sądowego.
- zmiana art. 41 – wzmocnienie ochrony praw rodzinnych i praw dzieci, gwarancja prawa dzieci do utrzymywania bezpośredniego kontaktu z matką i ojcem
- zmiana art. 74 – wprowadzenie instytucji ombudsmana
- zmiana art. 84 – prawo sprawowania mandatu przez deputowanych do końca kadencji w przypadku rozwiązania ich partii politycznych

### Prawa gospodarcze i społeczne
- zmiana art. 53 i art. 128 – prawo urzędników administracji państwowej do przynależności do więcej niż jednego związku zawodowego, prawo do zawierania przez nich układów zbiorowych pracy
- zmiana art. 54 – zniesienie zakazu strajku generalnego, organizowanego zarówno z przyczyn politycznych, społecznych, jak i gospodarczych
- zmiana art. 129 – prawo urzędników administracji państwowej do odwoływania się do sądu w sprawie nałożonych kar w miejscu pracy

### Pozostałe
- zmiana art. 94 – zmiany w zakresie kadencji deputowanych wybranych przez parlament do Rady Prezydenckiej
- zmiana art. 166 – umocowanie w konstytucji Rady Gospodarczej i Społecznej, jako instytucji konsultacyjnej rządu w opracowywaniu polityki gospodarczej i społecznej

## Sondaże poparcia
Według sondażu badania opinii publicznej z sierpnia 2010 pracowni Sonar Research 49,1% badanych opowiadało się wprowadzeniem zmian do konstytucji, a 50,9% było im przeciwnych.
Sondaż z września 2010 pracowni KONDA Research wskazywał poparcie dla zmian na poziomie 56,8%, podczas gdy 25,6% respondentów było im przeciwnych, a 17,6% niezdecydowanych. Inny sondaż pracowni PollMark przewidywał, że 56,2% głosujących poprze proponowane zmiany, a 43,8% opowie się przeciwko nim.

## Głosowanie i wyniki
Uprawnionych do głosowania było ponad 52 mln obywateli spośród 74,8 mln mieszkańców kraju. Głosowanie trwało do godziny 14:00 czasu lokalnego.
Według oficjalnych wyników, 57,88% głosujących poparło projekt zmian w konstytucji, a 41,12% było im przeciwnych. Przeciwko zmianom opowiedzieli się głównie mieszkańcy największych miast, europejskiej części kraju oraz zachodniego i południowego wybrzeża. Frekwencja wyborcza wyniosła 77%.

Wyniki referendum według prowincji

- Szczegółowe wyniki referendum:

| Głosy          | Liczba głosów | %      |
| -------------- | ------------- | ------ |
| Tak            | 21 788 272    | 57,88% |
| Nie            | 15 855 041    | 42,12% |
| Głosy nieważne | 725 852       | -      |
| Razem          | 38 369 165    | 100%   |
| Źródło:        |               |        |

## Działania agitacyjne i propagandowe
Referendum wywołało żywe reakcje organizacji obywatelskich i partii politycznych. Przykładowo w Ankarze otwarto przed głosowaniem wystawę o nazwie „Muzeum Hańby”, przygotowaną przez lewicowe ofiary wojskowego puczu i mającą pomóc w przekonaniu wyborców do poparcia zmian. Wystawiono na niej m.in. narzędzia tortur z lat 80. oraz listy śmiertelnych ofiar reżimu wysyłane do rodzin.

## Reakcje krajowe i międzynarodowe
Premier Erdoğan uznał wynik referendum za "zwycięstwo tureckiej demokracji". Stwierdził, że kraj przekroczył kolejny próg na drodze do nowoczesnej demokracji i supremacji prawa. Prezydent Gül zaapelował o jedność narodową i przyjęcie wyników z szacunkiem i dojrzałością. Przyjęcie zmian oznaczało prestiżową wygraną rządu i wzmocniło pozycję rządzącej AKP przed wyborami parlamentarnymi w lipcu 2011.
Unia Europejska z zadowoleniem przyjęła wynik referendum. Komisarz ds. rozszerzenia i polityki sąsiedztwa Štefan Füle uznał reformy za krok we właściwym kierunku, przybliżający Turcję do spełnienia kryteriów akcesyjnych do UE. Minister spraw zagranicznych Niemiec Guido Westerwelle uznał głosowanie za krytyczne dla akcesji Turcji do UE. Również Stany Zjednoczone wyraziły zadowolenie z przyjęcia proponowanych zmian w prawie. Prezydent USA Barack Obama złożył gratulacje premierowi Turcji, chwaląc "żywotność tureckiej demokracji", odzwierciedlającą się w wysokiej frekwencji wyborczej.
Pozytywnie na wynik referendum zareagowała również turecka giełda. Wartość akcji wzrosła o 2%, a wartość liry tureckiej w stosunku do dolara osiągnęła najwyższy poziom od miesiąca.